# Вокзал Франца-Йосифа
48°13′34″ пн. ш. 16°21′40″ сх. д. / 48.2261° пн. ш. 16.3611° сх. д.
Вокзал Франца-Йосифа (Відень) (нім. Wien Franz-Josefs-Bahnhof) — один з п'яти залізничних вокзалів Відня, кінцева станція залізниці Франца-Йосифа. Названий на ім'я австрійського імператора Франца-Йосифа. Діє з 1872 року, сучасна будівля споруджена у 1978 році. Розташована в 9-му районі міста (Альзергрунд). Єдиний із вокзалів Відня, поряд з яким немає станції метро. Найближча станція метро — Friedensbrücke — розташована за 300 метрів на схід.
Використовується майже виключно для обслуговування заміського руху — поїзди в Тульн, Кремс та Санкт-Пельтен (приміська лінія S40). Крім того, кілька разів на день регіональні поїзди в Гмюнд та Ческе-Велениці.
Найбільша кількість відвідувачів спостерігається у вихідні, що пов'язано з тим, що розташований у будівлі вокзалу супермаркет не закривається в неділю та ввечері у суботу.